# كابتن تسوباسا 5: هاشا نو شوغو كامبيوني
كابتن تسوباسا 5: هاشا نو شوغو كامبيوني (باليابانية: キャプテン翼V 覇者の称号カンピオーネ)، هي لعبة فيديو يابانية من نوع لعبة المحاكاة لكرة القدم، وهي من تطوير ونشر شركة تيكمو، صدرت اللعبة في الأسواق اليابانية عام 1994، وتعمل حصراً لمنصة سوبر نينتندو إنترتينمنت سيستم.